# Ґурщизна
Ґурщизна (пол. Górszczyzna) — село в Польщі, у гміні Кольно Кольненського повіту Підляського воєводства.
Населення — 70 осіб (2011).
У 1975-1998 роках село належало до Ломжинського воєводства.

## Демографія
Демографічна структура станом на 31 березня 2011 року:
|          | Загалом | Допрацездатний вік | Працездатний вік | Постпрацездатний вік |
| -------- | ------- | ------------------ | ---------------- | -------------------- |
| Чоловіки | 36      | 13                 | 16               | 7                    |
| Жінки    | 34      | 8                  | 16               | 10                   |
| Разом    | 70      | 21                 | 32               | 17                   |